# 西港市 (華盛頓州)
西港（英文：Westport），是美国华盛顿州格雷斯港县下属的一座城市。根据 2000年美国人口普查，该市有人口2,137人。根据2010年美国人口普查，该市有人口2,099人。而2011年估计该市有2,092人。